# Rônai
Rônai ([ʁonɛ] ) ist eine französische Gemeinde mit 180 Einwohnern (Stand: 1. Januar 2022) im Département Orne in der Region Normandie (vor 2016 Basse-Normandie). Sie gehört zum Arrondissement Argentan und ist Mitglied im Gemeindeverband Terres d’Argentan Interco. Die Einwohner werden Rônaiens und Rônaiennes genannt.

## Geografie

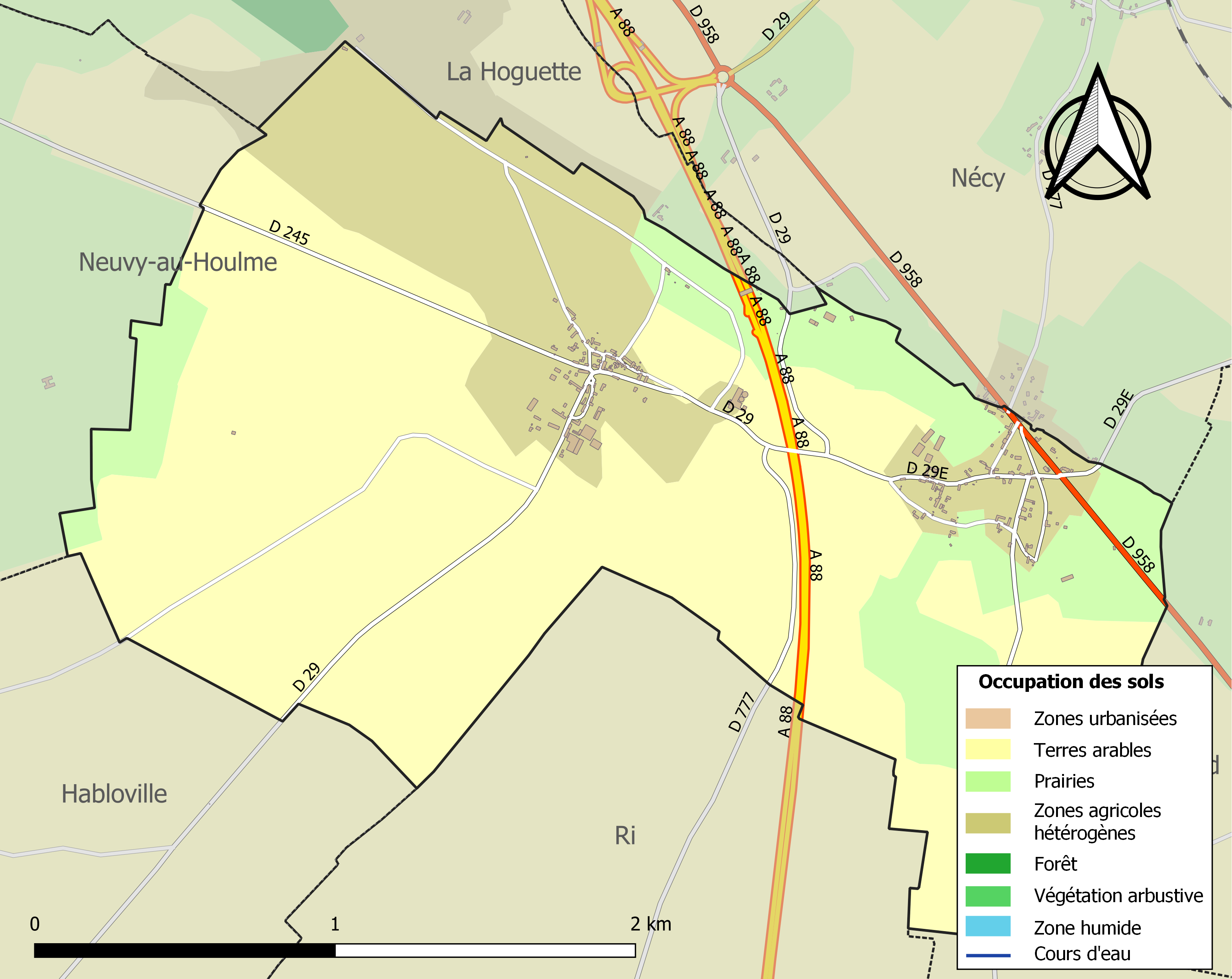
Bodennutzung und Infrastruktur der Gemeinde (2018)

Rônai liegt etwa 12 Kilometer nordwestlich von Argentan und etwa 46 Kilometer nordnordwestlich von Alençon an der Grenze zum benachbarten Département Calvados. Das Zentrum liegt auf einer Höhe von etwa 220 m. Das Relief des Gebiets fällt im äußersten Nordosten auf bis 194 m ab und steigt nach Nordwesten hin auf 260 m an.
Nahezu die gesamte Fläche der Gemeinde wird landwirtschaftlich genutzt, rund 64 % als Kulturboden (Stand: 2018).
Umgeben wird Rônai von den Nachbargemeinden La Hoguette (Calvados) im Norden und Nordwesten, Nécy im Norden und Nordosten, Montabard im Osten, Commeaux im Südosten, Ri im Süden, Habloville im Südwesten sowie Neuvy-au-Houlme im Westen.

## Geschichte
Im Jahre 1816 wurde die Gemeinde Pierrefitte eingegliedert.

## Bevölkerungsentwicklung

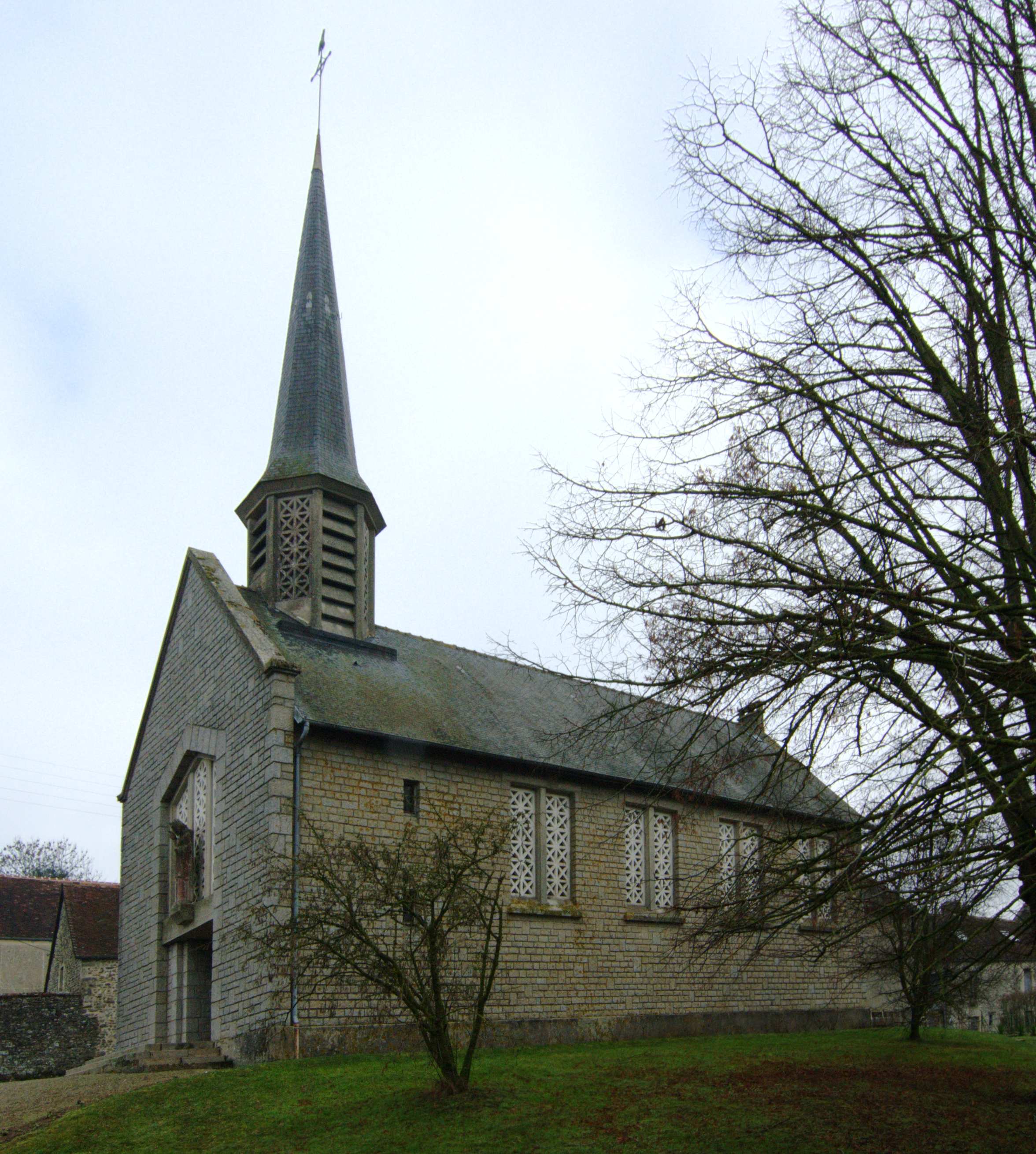
Kirche Saint-Martin

| Rônai: Einwohnerzahlen von 1793 bis 2020                                                                                   | Rônai: Einwohnerzahlen von 1793 bis 2020 | Rônai: Einwohnerzahlen von 1793 bis 2020 | Rônai: Einwohnerzahlen von 1793 bis 2020 | Rônai: Einwohnerzahlen von 1793 bis 2020 |
| --- | ---------------------------------------- | ---------------------------------------- | ---------------------------------------- | ---------------------------------------- |
| Jahr |                                          |                                          |                                          | Einwohner                                |
| 1793 | 1793                                     |                                          | 274                                      | 274                                      |
| 1800 | 1800                                     |                                          | 303                                      | 303                                      |
| 1806 | 1806                                     |                                          | 331                                      | 331                                      |
| 1821 | 1821                                     |                                          | 550                                      | 550                                      |
| 1836 | 1836                                     |                                          | 514                                      | 514                                      |
| 1841 | 1841                                     |                                          | 530                                      | 530                                      |
| 1846 | 1846                                     |                                          | 533                                      | 533                                      |
| 1851 | 1851                                     |                                          | 524                                      | 524                                      |
| 1856 | 1856                                     |                                          | 501                                      | 501                                      |
| 1861 | 1861                                     |                                          | 476                                      | 476                                      |
| 1866 | 1866                                     |                                          | 417                                      | 417                                      |
| 1872 | 1872                                     |                                          | 400                                      | 400                                      |
| 1876 | 1876                                     |                                          | 370                                      | 370                                      |
| 1881 | 1881                                     |                                          | 352                                      | 352                                      |
| 1886 | 1886                                     |                                          | 368                                      | 368                                      |
| 1891 | 1891                                     |                                          | 335                                      | 335                                      |
| 1896 | 1896                                     |                                          | 299                                      | 299                                      |
| 1901 | 1901                                     |                                          | 310                                      | 310                                      |
| 1906 | 1906                                     |                                          | 307                                      | 307                                      |
| 1911 | 1911                                     |                                          | 305                                      | 305                                      |
| 1921 | 1921                                     |                                          | 253                                      | 253                                      |
| 1926 | 1926                                     |                                          | 230                                      | 230                                      |
| 1931 | 1931                                     |                                          | 240                                      | 240                                      |
| 1936 | 1936                                     |                                          | 207                                      | 207                                      |
| 1946 | 1946                                     |                                          | 190                                      | 190                                      |
| 1954 | 1954                                     |                                          | 191                                      | 191                                      |
| 1962 | 1962                                     |                                          | 202                                      | 202                                      |
| 1968 | 1968                                     |                                          | 176                                      | 176                                      |
| 1975 | 1975                                     |                                          | 130                                      | 130                                      |
| 1982 | 1982                                     |                                          | 124                                      | 124                                      |
| 1990 | 1990                                     |                                          | 111                                      | 111                                      |
| 1999 | 1999                                     |                                          | 138                                      | 138                                      |
| 2006 | 2006                                     |                                          | 158                                      | 158                                      |
| 2013 | 2013                                     |                                          | 151                                      | 151                                      |
| 2020 | 2020                                     |                                          | 177                                      | 177                                      |
| Quelle(n): EHESS/Cassini bis 1999, INSEE ab 2006 Anmerkung(en): Ab 1962 offizielle Zahlen ohne Einwohner mit Zweitwohnsitz |                                          |                                          |                                          |                                          |

## Sehenswürdigkeiten
- Kirche Saint-Martin, ursprünglich aus dem 13. Jahrhundert, nach dem Zweiten Weltkrieg neu errichtet

## Verkehr
Die Autoroute A 88 von Falaise nach Sées durchquert das Gemeindegebiet mit einer Mautstelle, aber ohne Anschlussstelle. Die Departementsstraße D 958, die ehemalige Route nationale 158 von Caen nach Tours, führt im Nordosten auf einem relativ kurzen Abschnitt am Zentrum der ehemaligen Gemeinde Pierrefitte vorbei. Die nachgeordneten Departementsstraßen D 29, D 29E, D 245 und D 777 sowie lokale Landstraßen verbinden das Zentrum mit den Weilern der Gemeinde und Nachbargemeinden.